# Kazimierz Leski

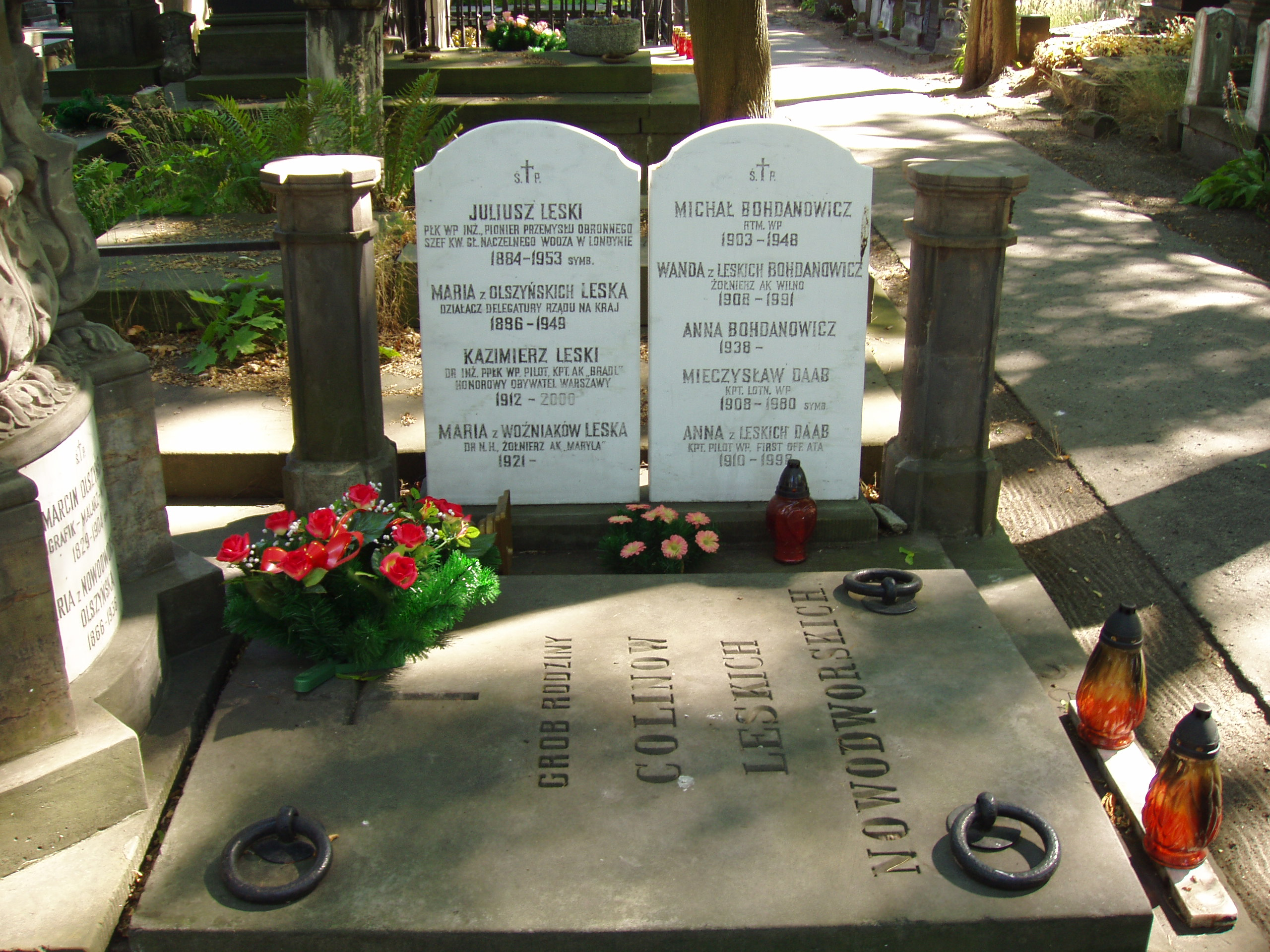
Grób Kazimierza Leskiego cmentarzu Powązkowskim w Warszawie

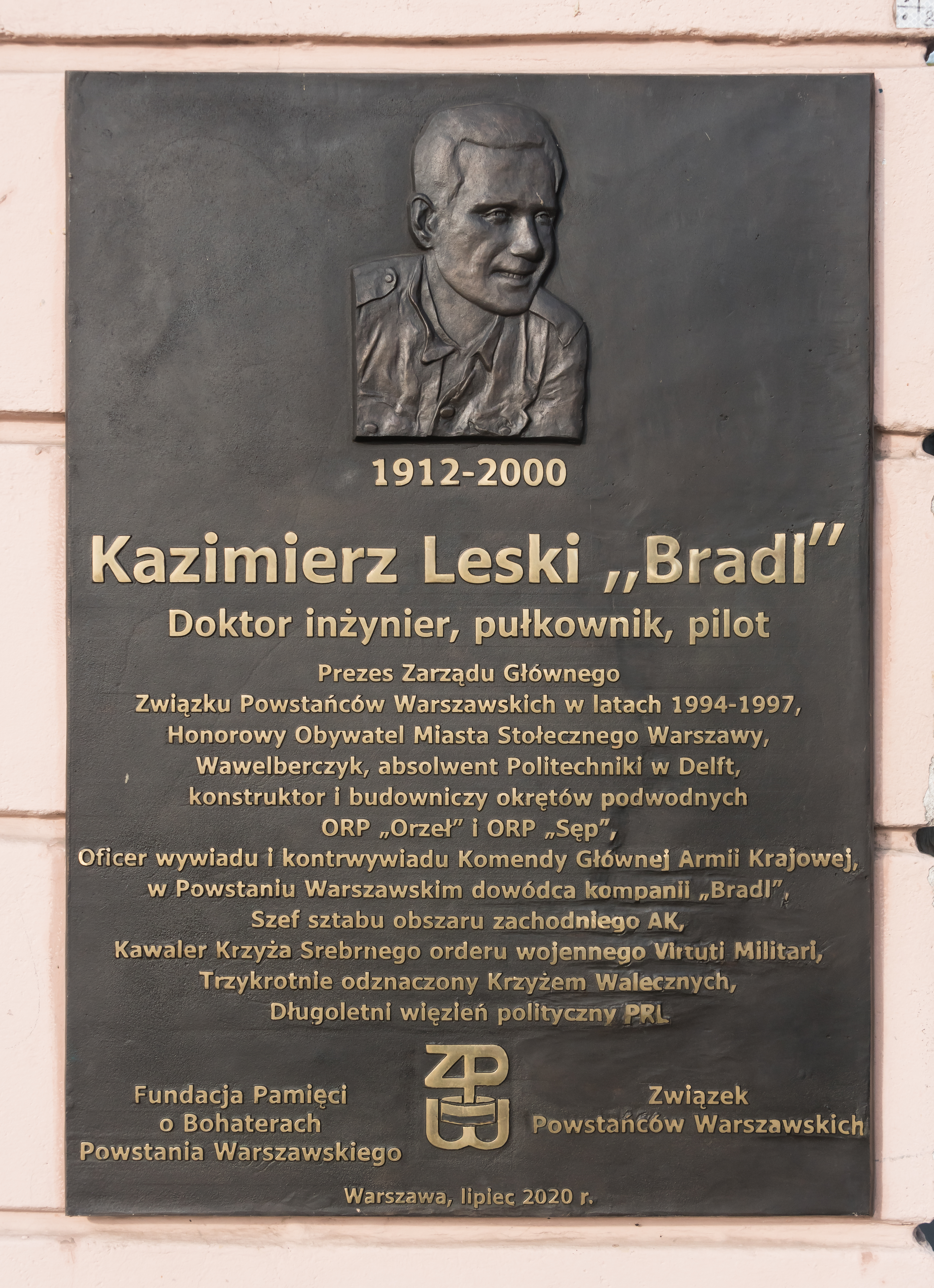
Tablica pamiątkowa na budynku siedziby Związku Powstańców Warszawskich przy ul. Długiej 22 w Warszawie

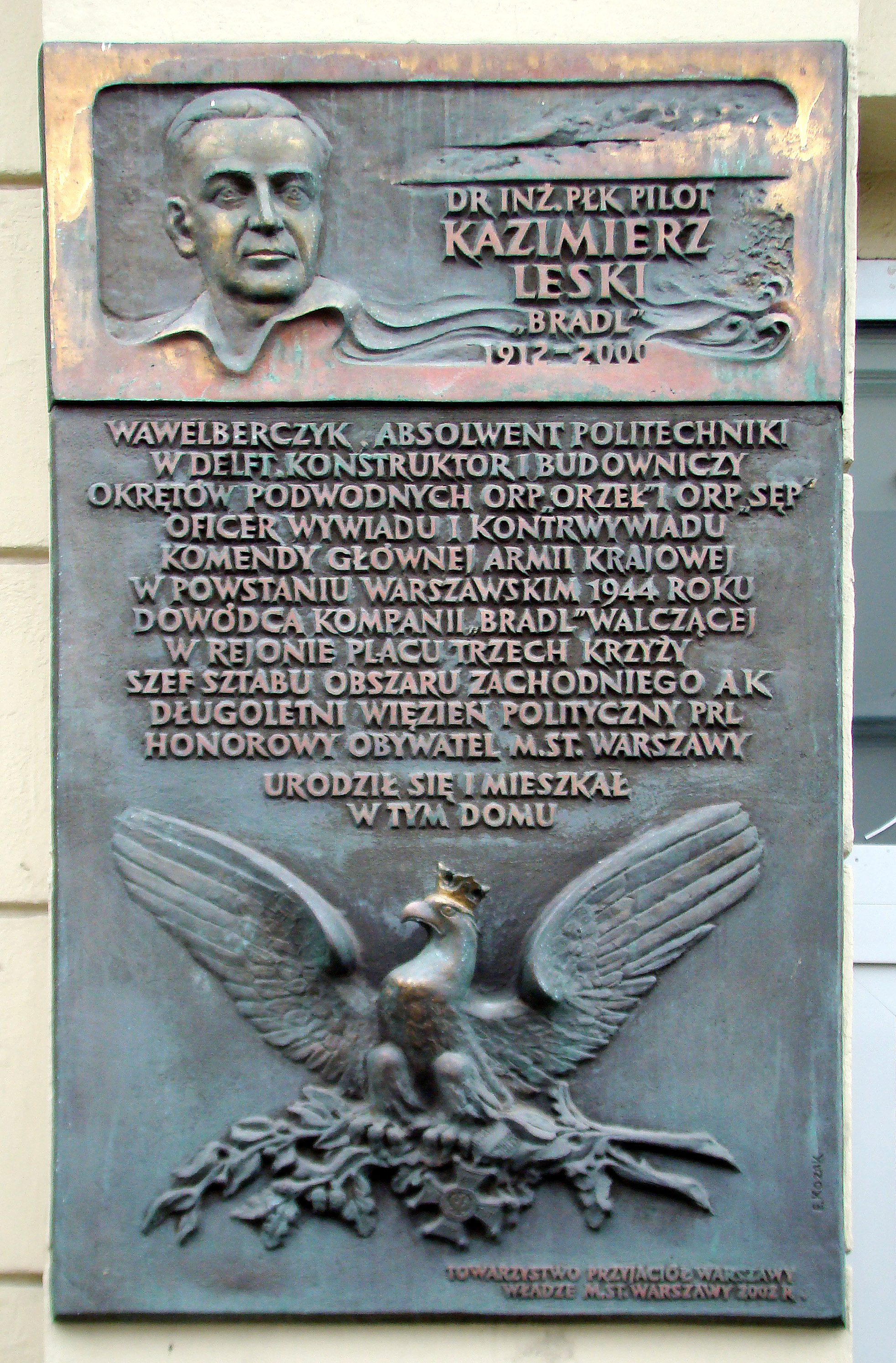
Tablica pamiątkowa na domu przy ul. Nowy Świat 2 w Warszawie

Kazimierz Leski, ps. „Bradl” (ur. 21 czerwca 1912 w Warszawie, zm. 27 maja 2000 tamże) – polski inżynier mechanik, wynalazca, doktor nauk humanistycznych, pułkownik pilot Wojska Polskiego.
Uczestnik kampanii wrześniowej, oficer wywiadu i kontrwywiadu Armii Krajowej w ramach Oddziału II Informacyjno-Wywiadowczego, dowódca kompanii „Bradl” batalionu Miłosz w powstaniu warszawskim. Za męstwo odznaczony Krzyżem Virtuti Militari i 3-krotnie Krzyżem Walecznych. W latach 1994–1997 prezes Związku Powstańców Warszawskich. Sprawiedliwy wśród Narodów Świata, honorowy obywatel miasta stołecznego Warszawy.

## Życiorys

### Młodość
Był wnukiem bankiera Kazimierza Natansona i synem neofity pochodzenia żydowskiego inżyniera Juliusza Stanisława Natansona-Leskiego i Marii z domu Olszyńskiej herbu Pniejnia. Jego siostra Anna Leska była pilotką Wojska Polskiego, pierwszą kobietą i jedną z trzech Polek w brytyjskiej pomocniczej służbie rozprowadzającej samoloty Air Transport Auxiliary.
Do 1930 uczęszczał do VIII Liceum Ogólnokształcącego im. Króla Władysława IV w Warszawie. Po ukończeniu w 1935 nauki na Wydziale mechanicznym Szkoły Inżynierskiej im. Hipolita Wawelberga i Stanisława Rotwanda w Warszawie uzyskał stopień inżyniera mechanika.
W 1936 wyjechał do Holandii, do pracy w centralnym holenderskim biurze konstrukcyjnym okrętów – Nederlandse Verenigde Scheepsbouw Bureaus B.V. w Hadze, gdzie początkowo pracował jako kreślarz. W Holandii kontynuował naukę, zostając absolwentem Wydziału Budowy Okrętów Politechniki w Delfcie.
Po zakończeniu kariery kreślarza, Kazimierz Leski rozpoczął pracę w dziale okrętów podwodnych. Do jego obowiązków należało umiejscawianie w projektach okrętów wytypowanych urządzeń i maszyn, wraz z zaprojektowaniem i obliczeniami wytrzymałościowymi mocowań i zawieszeń. W tym czasie uczestniczył m.in. w projektowaniu okrętów podwodnych ORP „Sęp” i ORP „Orzeł”, które budowano w stoczni Koninklĳke Maatschappĳ na zamówienie polskiej marynarki wojennej. Dość szybko dał się poznać jako twórczy konstruktor, opracowując m.in. nowe, zasadniczo inne niż dotychczas stosowane, elastyczne posadowienie szybkoobrotowych (20 000 obr./min) dmuchaw powietrznych stosowanych do szasowania balastów, co usunęło źródło dość częstych i trudnych do naprawy ich awarii w morzu. W czasie budowy ORP „Orzeł” Leski odpowiedzialny był za sprawy siłowni.

### II wojna światowa
Na początku II wojny światowej jako pilot samolotu Lublin R-XVIII F, został zestrzelony przez Armię Czerwoną; ranny i wzięty do niewoli, uciekł z niej do Lwowa, a następnie przedostał się do Warszawy.
Włączył się do polskiej konspiracyjnej organizacji wywiadowczej Muszkieterzy, gdzie pełnił funkcję szefa komórki kontrwywiadu tej organizacji. Następnie, po jej rozwiązaniu, przeniesiony do Związku Walki Zbrojnej, a następnie do II Oddziału Komendy Głównej Armii Krajowej. Zajmował się wywiadem komunikacyjnym i kontrwywiadem, a także tworzeniem szlaków kurierskich na froncie zachodnim. Dokumenty potrzebne do podróży począwszy od dokumentów personalnych, a kończąc na przepustkach i odpowiednich kartkach żywnościowych wykonywano w Wydziale Legalizacji i Techniki w Oddziale II Komendy Głównej Armii Krajowej kierowanej przez cichociemnego Stanisława Jankowskiego, ps. Agaton. Występował pod konspiracyjnymi pseudonimami i nazwiskami: 37, Leon Juchniewicz, Karol Jasiński, Juliusz Kozłowski, gen. Julius von Hallman, gen. Karl Leopold Jansen, Pierre, Jules Lefebre.
W powstaniu warszawskim walczył jako dowódca kompanii „Bradl” batalionu Miłosz. Za męstwo został odznaczony Krzyżem Virtuti Militari i 3-krotnie Krzyżem Walecznych. Po kapitulacji uciekł z kolumny jenieckiej. Pełnił funkcję szefa Sztabu Obszaru Zachodniego AK, a następnie Delegatury Sił Zbrojnych na Kraj.
W chwili wejścia wojsk radzieckich do Polski, podjął pracę w Stoczni Gdańskiej, utrzymując cały czas kontakt z podziemiem. Był szefem sztabu obszaru zachodniego Delegatury Sił Zbrojnych. Został aresztowany w 1945, jednak udało mu się uciec. W lipcu 1945 ponownie został aresztowany przez UB.

### Prześladowania powojenne
3 lutego 1947 w procesie I Komendy WiN (innymi podsądnymi byli: Jan Rzepecki, Antoni Sanojca, Jan Szczurek-Cergowski, Tadeusz Jachimek, Marian Gołębiewski, Henryk Żuk, Józef Rybicki, Ludwik Muzyczka i Emilia Malessa) Wojskowy Sąd Rejonowy w Warszawie skazał go na 12 lat więzienia. Wyrok zmniejszono do sześciu lat. Po odbyciu kary, Kazimierza Leskiego skazano ponownie na 10 lat „za współpracę z okupantem”. Wyszedł po odbyciu niespełna połowy wyroku, w 1955.

### Rehabilitacja i życie na wolności
Po rehabilitacji w 1957 pracował w przemyśle okrętowym, a później został pracownikiem naukowym i dyrektorem Ośrodka Informacji Naukowej Polskiej Akademii Nauk. Autor wielu patentów i ok. 150 prac naukowych. Organizator ruchu wynalazczego i honorowy prezes Stowarzyszenia Polskich Wynalazców i Racjonalizatorów.
W latach 1994–1997 był prezesem Związku Powstańców Warszawskich.
Autor wielokrotnie wznawianych wspomnień: Życie niewłaściwie urozmaicone: wspomnienia oficera wywiadu i kontrwywiadu AK (wyd. 4: Oficyna Wydawnicza Volumen, Warszawa 2001; ISBN 83-7233-041-7).
W 1995 Instytut Jad Waszem przyznał mu tytuł Sprawiedliwy wśród Narodów Świata. W tym samym roku otrzymał tytuł Honorowego obywatela miasta stołecznego Warszawy.
Zmarł 27 maja 2000, został pochowany na cmentarzu Powązkowskim w Warszawie (kwatera 24-6-1/2).
W 2016 na zlecenie Związku Powstańców Warszawskich powstał film pt. „Kazimierz Leski” w reżyserii Małgorzaty Bramy.

## Kontrowersje
Według własnych relacji, K. Leski jako niemiecki generał wojsk technicznych Julius von Hallman zdobył plany fortyfikacyjne jednego z odcinków Wału Atlantyckiego. Miał także występować pod fałszywym nazwiskiem niemieckiego generała Karla Leopolda Jansena.
Niektórzy historycy wątpią, by Leski faktycznie występował jako fałszywy niemiecki generał i w ten sposób zdobył jakiekolwiek plany armii niemieckiej, ponieważ w dokumentach Armii Krajowej nie ma żadnych informacji o jego podróżach w mundurze niemieckiego generała.
Wersję Leskiego potwierdza w swoich wspomnieniach inny oficer wywiadu AK – Aleksander Stpiczyński. Jednakże Leski w okresie okupacji był bezpośrednim przełożonym Stpiczyńskiego, który swoje wspomnienia opublikował po powrocie do Polski, w 1981, gdy był częściowo sparaliżowany, zaś przedmowę do jego książki napisał sam Leski.
Podczas procesu, prowadzonego w latach 50., został uniewinniony z zarzutu działania na szkodę władz komunistycznych. Stwierdził wówczas, że rozpracowywał organizację Muszkieterów na zlecenie ZWZ.

## Życie prywatne
Ojciec dziennikarza Krzysztofa Leskiego (matka: prof. Elżbieta Pleszczyńska). W 1959 r. wziął ślub z Marią Bonifacją Woźniak, byłą łączniczką AK w powstaniu warszawskim.

## Upamiętnienie
Tablica pamiątkowa odsłonięta 28 lipca 2020 na budynku siedziby Związku Powstańców Warszawskich przy ul. Długiej 22 w Warszawie. Tablice upamiętniające Kazimierza Leskiego znajdują się także przy Nowym Świecie 2 (dom rodzinny) oraz w gmachu Liceum im. Króla Władysława IV.

## Odznaczenia
- Krzyż Srebrny Orderu Virtuti Militari nr 12338 – 18 września 1944 r.[24]
- Krzyż Oficerski Orderu Odrodzenia Polski – 1994[25]
- trzykrotnie Krzyż Walecznych – 27 sierpnia 1944 r.
- Złoty Krzyż Zasługi z Mieczami – 22 września 1944 r.
- Srebrny Krzyż Zasługi z Mieczami – 19 lutego 1944 r.
- Krzyż Armii Krajowej
- Warszawski Krzyż Powstańczy
- Srebrna odznaka honorowa „Za Zasługi dla Warszawy” (1961)[26]

i inne.